# Província d'Aktobé
La província d'Aktobé (en kazakh: Ақтөбе облысы/Aqtöbe oblısı/اقتوبە وبلىسى, rus: Актюбинская область) és una província del Kazakhstan. La seva població és de 678.900 habitants. El seu territori ocupa una superfície de 308.000 km². L'extensió pot ser comparada amb la d'Itàlia. És la segona província més gran del país després de la província de Kharagandí. La seva capital és la ciutat d'Aktobé, amb una població de més de 340.000 habitants.
La província d'Aktobé limita amb la Federació Russa al nord i l'Uzbekistan al sud. El riu Ilek, afluent del riu Ural, flueix a través de la província.
El nom "Aktobé" ve del kazakh "Ақ" (blanc) i "төбе" (turó); suposadament perquè els primers colons d'Aktobé van ser capaços de veure el blanc de les muntanyes llunyanes del nord.